# Хитяєва Людмила Іванівна
Людмила Іванівна Хитяєва (рос. Хитяева Людмила Ивановна; нар. 15 серпня 1930, Нижній Новгород) — радянська, російська актриса. Народна артистка РРФСР (1983).

## Життєпис
Народилася 15 серпня 1930 р. Закінчила Горьківське театральне училище (1952). Працювала в Горьківському театрі (1952—1961). 1957 р. дебютувала в кіно фільмом «Катерина Вороніна».

## Фільмографія
Грала у стрічках:
- «Катерина Вороніна»
- «Тихий Дон» (1957—1958, Дарія)
- «Кочубей» (1958, Наталка)
- «Піднята цілина» (1960—1961, Лушка)
- «Євдокія» (1961, Євдокія)
- «Вечори на хуторі біля Диканьки» (1961, Солоха, мати Вакули)
- «Секретар обкому» (1963 художниця)
- «Москва — Генуя» (1964)
- «Кухарка» (1965)
- «Сини Вітчизни» (1968)
- «Щаслива людина» (1970)
- «Коли розходиться туман» (1970)
- «Коли розходиться туман» (1970, Надія)
- «Приваловські мільйони» (1972)
- «Людина в штатському» (1973)
- «Городяни» (1975)
- «Поки б'є годинник» (1976)
- «Йшов собака по роялю» (1979, Фрося)
- «Батько і син» (1979, Устина)
- «Слідство ведуть ЗнаТоКі. Підпасок з огірком» (1979)
- «У матросів немає питань» (1980)

Знялась в українських кінокартинах:
- «Два роки над прірвою» (1966, Анна Піман)
- «Циган» (1967, Клавдія)
- «Карантин» (1968, Дорошенко)
- «Увійди в кожен будинок» (1990, т/ф, 5 а) та ін.